# جاك أوزبورن
جاك جوزيف أوزبورن (بالإنجليزية: Jack Osbourne)‏ (مواليد 8 نوفمبر 1985) شخصية إعلامية إنجليزية مزدوجة الجنسية أمريكي وبريطاني . ابن مغني هافي ميتال أوزي أوزبورن،

## روابط خارجية
- جاك أوزبورن على موقع IMDb (الإنجليزية)
- جاك أوزبورن على موقع ميوزك برينز (الإنجليزية)
- جاك أوزبورن على موقع أول موفي (الإنجليزية)
- جاك أوزبورن على موقع إن إن دي بي (الإنجليزية)
- جاك أوزبورن على موقع ديسكوغز (الإنجليزية)
- جاك أوزبورن على موقع قاعدة بيانات الفيلم (الإنجليزية)
- The Osbournes
- Jack Talks About His Addiction and Recovery
- Trekforce Worldwide